# Schismatoglottis spruceana
Schismatoglottis spruceana là một loài thực vật có hoa trong họ Ráy (Araceae). Loài này được (Schott) G.S.Bunting miêu tả khoa học đầu tiên năm 1960.